# CVJM-Ostwerk Landesverband Berlin-Brandenburg
Das CVJM-Ostwerk e. V. Landesverband Berlin-Brandenburg ist ein christlicher, rechtlich selbständiger Jugendverband. Er ist Mitglied des deutschen Dachverbandes des CVJM, des CVJM-Gesamtverband in Deutschland Der Sitz des Verbandes ist Berlin.

## Geschichte
Am 28. Januar 1856 gründeten die Jünglingsvereine aus Berlin, Brandenburg, Frankfurt (Oder), Genthin, Halle, Prenzlau, Rathenow, Wernigerode und Ziesar als überregionalen Zusammenschluss den Östlichen Jünglingsbund. Seine satzungsgemäßen Aufgaben lagen in der Vernetzung der einzelnen Ortsvereine, der Neugründung sowie Begleitung der bestehenden Gruppen und in der Förderung des christlichen Herbergswesens. 1894 erwarb der Ostbund das Haus in der Berliner Sophienstraße 19.
1906 verzeichnete der Bund 499 Mitgliedervereine, darunter 11 CVJM. Arbeitsschwerpunkte waren Gruppenstunden, Posaunenchorarbeit, Turngruppen, Pfadfinderarbeit und die Soldatenseelsorge. 
Während der Weimarer Republik kristallisierte sich besonders die bündisch organisierte Jungvolkarbeit und mit der Weltwirtschaftskrise auch die Organisation von Arbeitslosenschulungslagern heraus. Nach der Machtübernahme der NSDAP begrüßten neben weiten Teilen der Gesellschaft viele Mitarbeiter die neue Entwicklung. Spätestens mit der Eingliederung der evangelischen Jugend in die Hitler-Jugend im Frühjahr 1934 zeigte sich allerdings, dass die anfängliche Euphorie schwerwiegende Folgen haben sollte. Nur unter starken Einschränkungen konnte die Arbeit mit enger Anbindung an die Bekennende Kirche bis 1945 fortgeführt werden. 
Die sowjetischen Besatzungsbehörden verhinderten nach Ende des Zweiten Weltkriegs allerdings eine Weiterarbeit des Ostwerks. Erst mit der Anbindung an die evangelische Kirche konnte das Evangelische Jungmännerwerk, wie das Ostwerk seit 1946 offiziell hieß, seine spezifischen Aufgaben in der seelsorgerischen Begleitung von Jungen und jungen Männern sowie in der evangelistisch-missionarischen Verkündigung innerhalb der kirchlichen Jugendarbeit wahrnehmen. Ein wichtiger Arbeitszweig wurde nach der Einführung der allgemeinen Wehrpflicht in der DDR die vom Jungmännerwerk eingerichtete Beratungsstelle für Wehrdienstfragen. 
Nach der deutschen Wiedervereinigung musste das Evangelische Jungmännerwerk liquidiert werden und wurde als CVJM-Ostwerk e. V. neu gegründet. 2006 feierte das Ostwerk das 150-jährige Jubiläum. In Berlin und Brandenburg gibt es 33 CVJM-Ortsvereine.

## Arbeitsbereiche
- Kinder und Familienarbeit
- Teens und Jugendliche
- Junge Erwachsene
- Schulungen / Seminare
- Freizeiten
- Begleitung
- Weltdienst
- Events

## Kooperationen
Der Verein ist 2013 erstmals Kooperationspartner von Weihnachten im Schuhkarton. Der leitende Sekretär des CVJM Berlin, Reinhard Kubbutat, erklärte zu der Zusammenarbeit: „Geschenke der Hoffnung und der CVJM sind natürliche Partner, denn sie verfolgen das gleiche Ziel. Wir möchten, dass Kinder auf der ganzen Welt zu Weihnachten ein Licht sehen. Wir wollen, dass die Kinder spüren, dass sie uns wichtig sind und dass wir sie wertschätzen. Das tun wir als CVJM hier in Berlin und Brandenburg und das tut Geschenke der Hoffnung in vielen Ländern der Welt.“ Das CVJM-Ostwerk rief seine Ortsvereine auf, sich an der Aktion zu beteiligen.